# 莫題
莫 題（ばく だい、生年不詳 - 408年）は、中国の北魏の軍人。本貫は代郡。

## 経歴
はじめ道武帝の叔父の拓跋窟咄に従った。後に道武帝に帰順して幢将となり、禁兵を領した。397年（皇始2年）、道武帝が後燕の慕容宝を討って、慕容宝の夜襲を受けると、莫題は平城に逃げ帰って、魏軍が柏肆で敗れたことを報告した。南安公拓跋順がこのため道武帝に代わって国政を掌握しようとしたが、莫題が「大事のときに軽々しく動くと、後に災いを受けることになります」と諫めたため、拓跋順は取りやめた。莫題は功績により平遠将軍となり、扶柳公の爵位を受けた。左将軍に進み、高邑公に改封された。中山郡太守として出向し、都督司州之山東七郡諸軍事をつとめた。
402年（天興5年）、道武帝が後秦の姚興を攻撃するため晋陽に進軍すると、上党の群盗の秦頗や丁零の翟都らが壷関に集結していたため、莫題は道武帝の命を受けて3000人を率いてこれを討った。上党郡太守が秦頗を捕えて斬った。翟都が林慮に逃れたので、莫題は山を捜索して追討し、平定した。408年（天賜5年）、莫題は驕り高ぶって自らを人主に擬していると告発され、処刑された。

## 逸話
莫題が拓跋窟咄に従っていたとき、矢を拓跋窟咄に示して、「3歳の雄牛が重い荷物を背負えるでしょうか」と言った。これは拓跋窟咄が年長なので国主に立つべきで、道武帝は年少で国主の任に耐えないと言ったものである。道武帝は莫題のこの発言を根に持っていた。後に莫題が告発を受けると、道武帝は人を派遣して莫題に矢を示し、「3歳の雄牛は重い荷物を背負えないのか」と告げさせた。莫題は死命を受けて子と対面して泣き、朝廷に赴いて刑を受けた。

## 伝記資料
- 『魏書』巻28 列伝第16
- 『北史』巻20 列伝第8